# Noćna straža
Noćna straža (nizozemski: De Nachtwacht) je slavno remek-djelo baroknog slikara Rembrandta van Rijna iz 1642. godine.

## Povijest
Polovicom svoje karijere, Rembrandt je postao vodeći portretist u Amsterdamu, a s obzirom kako je u protestantskoj Nizozemskoj crkveno sponzorstvo bilo u padu, zamijenile su ga svjetovne skupine poput liječnika, vojnika ili upravitelja nekih ustanova. Rembrandt je Noćnu stražu upravo uradio za jednu vojnu skupinu (arkebuzirsku četu) koja je održavala mir u slobodnom gradu Amsterdamu i izvorno je stajala u odajama amsterdamske civilne zaštite (Kloveniersdoelen).
God. 1715., prilikom selidbe iz odaja civilne zaštite u amsterdamsku gradsku vijećnicu, slika je skraćena sa sve četiri strane. To je učinjeno kako bi se slika uklopila između dva stupa; nažalost standardna praksa prije 18. stoljeća. Tako je slika izgubila dva lika na lijevoj strani, vrh slavoluka, balustradu i rub stuba. 
God. 1817. slika je preseljena u novi Rijksmuseum u Amsterdamu, gdje je smještena u posebnu prostoriju nazvanu Galerija noćne straže. Od tada je slika smo jedanput bila premještena i to za vrijeme Drugog svjetskog rata kada je bila smotana i skrivena u bunker.
Nakon restauracije 1940. god. kojom se uklonio tamni lak, pokazalo se kako je riječ o znatno svjetlijoj slici no što se ranije vjerovalo.
God. 1975. jedan je kuhar, kojega su otpustili iz nizozemske kraljevske mornarice, isjekao ovu slavnu sliku. Slika je toliko ukorijenjena u nizozemsku kulturu, te se Nizozemci često identificiraju s njom, da je nesretni kuhar vjerovao kako se osvećuje samoj Nizozemskoj.
Slika je još jednom bila žrtva napada, 1990. god., kada je jedan čovjek posprejao kiselinom iz skrivene boce spreja. Zahvaljujući brzoj intervenciji stražara, koji su odmah sliku posuli vodom, uništen je bio samo površinski zaštitni sloj i slika je brzo restaurirana.

## Odlike
Na ovoj tamnoj slici nalazi se skupni portret vojne čete koju iz Amsterdama vodi kapetan Frans Banning Cocq (i pukovnik Willem van Ruytenburch) na vojnu vježbu. Gradske zidine, predstavljene portalnim lukom, podsjećaju na antičke rimske slavoluke. Na taj način Rembrandt podsjeća gledatelje da su Nizozemci slobodan narod koji je svrgnuo svoje španjolske osvajače, poput Rimljana koji su svrgli Etruščane.
Dva vojnika koji stoje ispred skupine čine vizualnu vezu između gledatelja i skupine. Kapetan pruža svoju ruku u gesti kojom nas poziva da učestvujemo u događaju. Svjetlost kojom je osvjetljena njegova ruka baca sjenu na žutoj jakni njegova prijatelja koja je u istoj ravni crvene lente na njegovim prsima
Rembrandt je likove podijelio na nekoliko manjih skupina i portretirao ih u pokretu, umjesto u dotada uobičajenoj statičnoj pozi. Neuobičajenu interpretaciju skupnog portreta je naglasio i složenim svjetlosnim efektima kojima su lica definirana gradacijama svjetlosti i tame. Svaka figura se doimlje kao portret, uključujući i izrazito svijetlu ženu u žutom, Na njenom pojasu visi ptica koja u svojim kandžama drži amblem vojne milicije. Iza barjaktara, Rembrandt je naslikao i samoga sebe; vjerojatno svoj najneupadljiviji autoportret.

## Kulturna ostavština
- Na trgu Rembrandtplein u Amsterdamu nalazi se brončana rekonstrukcija slavne slike.
- Jedina replika slike u stvarnoj veličini nalazi se u galeriji knjižnice u Canajohariju, u državi New York, koju je knjižnici donirao njen osnivač, Bartlett Arkell.
- Slika je inspirirala brojna glazbena djela, od Mahlerove 7. simfonije, pjesme Noćna straža King Crimsona u izvedbi palmer-Jamesa, i "Strijeljačke čete kapetana Frans B. Cocq" Ayreona (Universal Migrator Part 1: The Dream Sequencer).
- U filmu Strast Jean-Luca Godarda iz 1982. god., u prvoj sceni glumci poziraju kao figure iz Noćne straže. Godard je upoređivao svoj film i slavnu sliku govoreči da su obje "prepune rupa i loše ispunjenog prostora", ali i da se on, poput Rembrandta, usredotočio na "lica likova".
- U filmu Noćna straža Davida Jacksona, po knjizi Alistaira MacLeana iz 1995. godine, FBI agent (Pierce Brosnan) pokušava vratiti ukradenu Rembrandtovu sliku.[4]
- Noćna straža je tema filma Nightwatching Petera Greenawaya iz 2007. god. koja opisuje zavjeru mušketirske čete Fransa Banninga Cocqa i Willema van Ruytenburcha, te pretpostavlja kako je Rembrandt na svom grupnom portretu njihove čete zapravo suptilno ovjekovječio teoriju zavjere.